# نبرد اردبیل
نبرد اردبیل (انگلیسی: Battle of Marj Ardabil) سری دوم از نبردهای بین اعراب و ترک‌های خزری که در سال ۷۳۰ میلادی بین ارتش خزرها به رهبری بارجیل، پسر خاقان خزر و ابو عقبه الجراح بن عبدالله الحکمی فرمانده اموی در دشت‌های پیرامونی شهر اردبیل رخ داد. این جنگ با پیروزی خزرها همراه شد و آنان به سوی موصل رهسپار شدند. لشکرکشی بارجیک به منطقه آذربایجان و سپس به بین‌النهرین، تلاشی برای ایجاد حکومت ترکان خزر در جنوب کوه‌های قفقاز بود.
سپاهی بزرگ به رهبری سردار اموی الجراح بن عبدالله به مدت سه روز با خزرها به نبرد پرداختند. در نهایت، سپاه خلیفه که توسط بسیاری از نیروهای فرستاده شده از سرزمین‌های دست‌نشانده خود رها شده بود، مغلوب شد و شکست خورد و همچنین در جریان نبرد، الجراح کشته شد. بارجیک پیروزمندانه بر بالای تاج و تختی که الجراح از آنجا فرماندهی نبردهای خود در خاورمیانه را بر عهده داشت، سوار شد. به گفته آگاپیوس اهل هراپیوس تاریخدان یونانی، اعراب متحمل ۲۰۰۰۰ کشته و دو برابر این تعداد اسیر شدند، رقمی که احتمالاً شامل جمعیت اردبیل و مناطق اطراف آن بود.
خزرها در پی این پیروزی، شهر اردبیل را که در آن برهه مرکز آذربایجان بود اشغال کردند. اما سال بعد، بارجیک لشکری را به موصل هدایت کرد و شکست خورد. به گفته محمد بن جریر طبری، مسلمانان از هتک حرمت بارجیک به سر فرمانده خود چنان خشمگین شده بودند که با قدرت مفرط به جنگ پرداختند. پس از شکست در موصل، ارتش خزر از شمال کوه‌های قفقاز عقب‌نشینی کرد.

این نبرد هرچند پیروز قاطعی نداشت اما قطعاً جلوی گسترش ماشین جنگی خلیفه به نواحی استپ غرب خزر را گرفت.

نقشه مناطق تحت کنترل خزرها (زرد)، امویان (سبز) و امپراطوری بیزانس (قرمز).